# Lalinde
Lalinde – miejscowość i gmina we Francji, w regionie Nowa Akwitania, w departamencie Dordogne.
Według danych na rok 1990 gminę zamieszkiwało 3029 osób, a gęstość zaludnienia wynosiła 109 osób/km² (wśród 2290 gmin Akwitanii Lalinde plasuje się na 138. miejscu pod względem liczby ludności, natomiast pod względem powierzchni na miejscu 318.).